# Kiviõli
Kiviõli era un comune urbano industriale dell'Estonia nord-orientale, nella contea di Ida-Virumaa, con una popolazione di 6 606 abitanti. Nel 2017 comune è stato inglobato (insieme a Sonda) nel comune di Lüganuse. La città si trova sulla strada Tallinn - Narva, a 142 km di distanza dalla capitale.
L'attività principale è l'estrazione e la lavorazione dello scisto bituminoso, la quale ha dato il nome alla stessa cittadina (in estone significa roccia olio). La città è divisa in due distretti: Küttejõu and Varinurme.

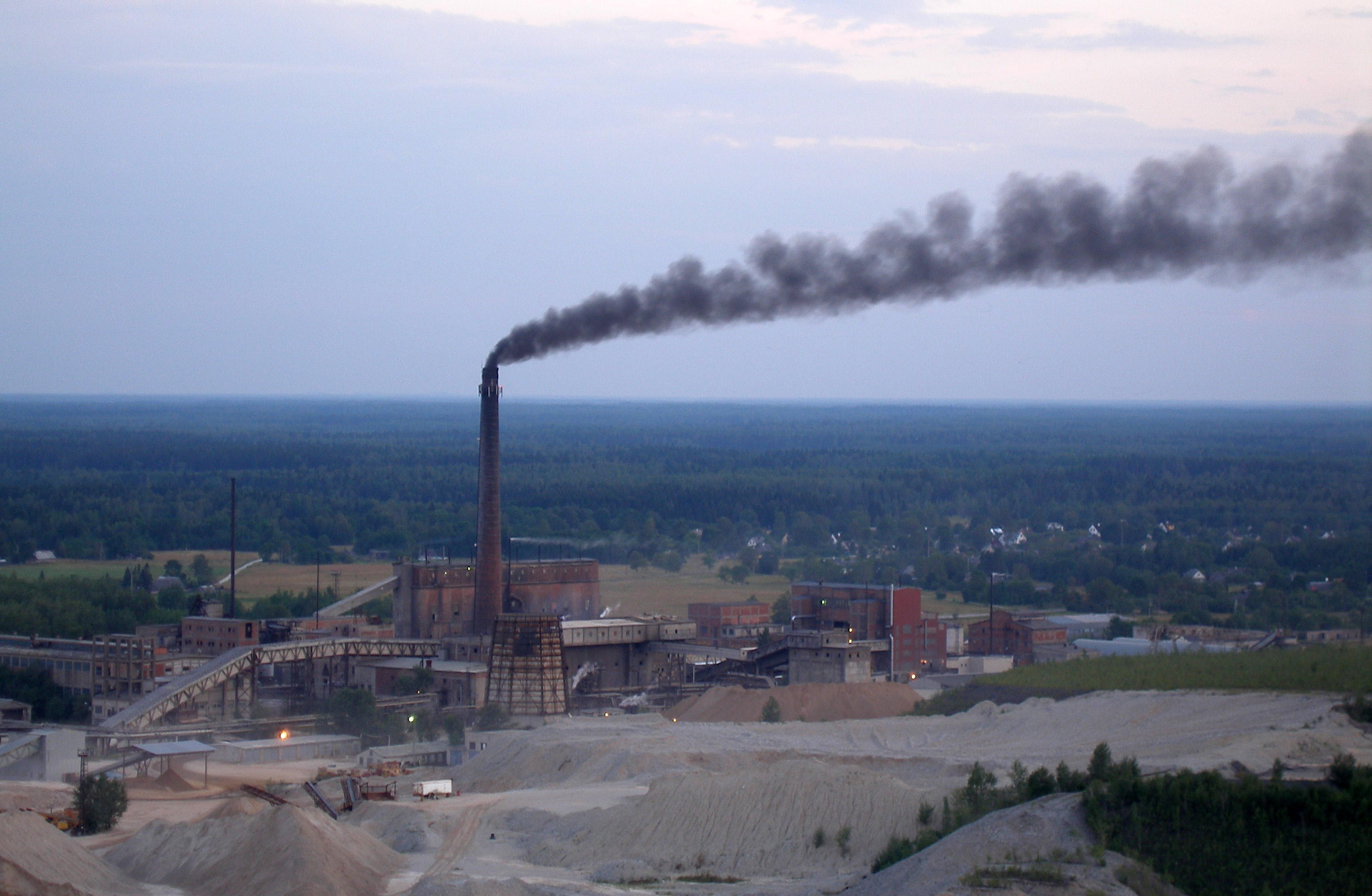
Panoramica del centro di Kiviõli

## Storia
L'insediamento venne costituito nel 1922 quando la joint-stock company "Eesti Kiviõli" venne fondata ed iniziò lo sviluppo dello sfruttamento della riserva di ardesia combustibile. Il processo si fece intenso tramite l'utilizzo della ferrovia. La fabbrica di cellulosa di Tallinn, le centrali energetiche di Tallinn e Püssi, fattore di vino e cremerie erano rifornite con il minerale. Lo sviluppo industriale portò a Kiviõli il conseguimento del titolo di città nel 1946.
La metà della popolazione sono immigrati dell'epoca sovietica, prevalentemente russi.

## Ambiente
La città presenta i contrasti tipici dell'economia sovietica: agli ampi spazi verdi, si alternano le emissioni dell'impianto industriale contiguo alla centro abitato. I blocchi residenziali sono intervallati da giardini pubblici, i quali si inseriscono i due grandi colline di cenere, di proprietà comunale.
Si tratta delle montagne di cenere più alte in Estonia (173 metri sul livello del mare, circa 120 metri dalla base della montagna). Colossali mucchi di cenere che sono il risultato dei processi industriali di estrazione e trasformazione dello scisto bituminoso.